# ویکی‌پدیای سوئدی
ویکی‌پدیای سوئدی (به سوئدی: Svenskspråkiga Wikipedia) نسخهٔ سوئدی‌زبان دانشنامهٔ ویکی‌پدیا است.
- در مهٔ ۲۰۰۱ ایجاد شده‌است و در ماه مهٔ ۲۰۰۸ به ۴۸٬۰۰۰ مقاله رسید.
- تا تاریخ ۲۳ مهٔ ۲۰۱۱ این دانشنامه با بیش از ۳۹۶٬۰۰۰ مقاله در رتبهٔ یازدهم ویکی‌پدیاها قرار داشت.
- در ۳۰ ژوئیهٔ ۲۰۱۴ (۸ مرداد ۱۳۹۳)، با گذر از ویکی‌پدیای هلندی، در رتبهٔ دوم پس از ویکی‌پدیای انگلیسی قرار گرفت و دو روز بعد از آن (۱ اوت) نیز به مرز ۱٫۸ میلیون مقاله رسید.[۱]
- در ۱ مه ۲۰۲۰م، با بیش از ۳ میلیون مقاله، سومین ویکی‌پدیا از نظر تعداد مقالات پس از انگلیسی و سینوگبانونی بود.

ویکی‌پدیای سوئدی، هم‌اکنون ۲۵ مارس ۲۰۲۵ میلادی، تعداد ۹۴۳٬۸۳۹ کاربرِ ثبت‌نام‌کرده، ۶۵ مدیر، و ۲٬۶۰۷٬۶۱۲ مقاله دارد.